# زلزال سنجان 2009
زلزال سنجان 2009 هو زلزالٌ وقعَ في سنجان في الصين بتاريخ 25 يناير 2009.